# دوره جمده نصر
دوره جمده نصر فرهنگی باستان‌شناختی در جنوب میان‌رودان بود که از ح. ۳۱۰۰ تا حدود ۲۹۰۰ پیش‌ازمیلاد روی دارد و نامش از محوطه شاخص آن یعنی تل جمده نصر گرفته شده‌است. این دوره در امتداد دوره اوروک بود و پس از آن پادشاهی‌های سومری بر منطقه چیره شدند.